# Cheilosa montana
Cheilosa es un género monotípico de árboles perteneciente a la familia de las euforbiáceas. Su única especie: Cheilosa montana, es originaria de Malasia.

## Descripción
Es un árbol que alcanza un tamaño de 28 m de altura con 50 cm de diámetro. La corteza de color gris-marrón a marrón. Las ramas redondeadas, con estípulas triangulares, de 1--1.7 x 0.6--0.8 mm. Las hojas con peciolos de 0.7--8.5 cm long, ovadas a obovadas, de 5.6--32.5 por 2.8--16 cm; base cuneada. Inflorescencias: de 0.5--17 cm long. Brácteas de 1.4--6 por 0.7--1.8 mm, coriáceas.

## Distribución
Se encuentra en Malasia: Península Malaya (incl. Singapur), Sumatra, Java, Borneo y Filipinas.

## Taxonomía
Cheilosa montana fue descrita por Carl Ludwig Blume y publicado en Bijdragen tot de flora van Nederlandsch Indië 614. 1825.
Sinonimia
- Baliospermum analayanum Hook.f. ex B.D.Jacks.
- Baliospermum malayanum Hook.f.
- Cheilosa homaliifolia Merr.
- Cheilosa homaliifolia var. grandifolia Merr.
- Cheilosa malayana (Hook.f.) Corner ex Airy Shaw
- Cheilosa montana var. longifolia S.Moore
- Scortechinia malayana (Hook.f.) Ridl.